# Chawara
Chawara (arab. خوارى) – wieś w Syrii, w muhafazie Idlib. W 2004 roku liczyła 937 mieszkańców.